# Bent O. Jørgensen
Bent Orla Jørgensen (født 5. juli 1935 i Holbæk - død 2. december 2021 i Holbæk) var en dansk erhvervsmand som stiftede Dansk Auto Logik A/S i 1962. Dansk Auto Logik A/S er Danmarks største vejgodstransport virksomhed[kilde mangler]. Jørgensen har siddet i bestyrelsen hos rederiet JKL, før det gik konkurs. Han købte en færge i 1980'erne, som han døbte Trailer og oprettede firmaet Trailer-ruten, der havde fin succes fra 1985-1990 hvor Trailer sejlede mellem Kalundborg og Juelsminde. Han transporterede blandt andet sine egne lastbiler fra Dansk Auto Logik A/S på Trailer.
I 1980'erne dannede han Bent O. Jørgensens fond. Fonden uddeler legater til velgørende, kulturelle og sportslige formål, herunder over 30 millioner kroner i legater til formål rundtom i Region Sjælland. I 2022 modtog Jørgensens enke Anne Lise Schjeldal, prisen som Årets Heltinde på Sjælland 2022, for hendes mange års virke i fonden Bent O. Jørgensens fond, hvor hun er en markant del af historien og fondens ansigt udadtil.